# Маса на секундния залп
Маса на секундния залп – числена характеристика на въоръжението, равна на общата маса на всички снаряди, изстреляни от оръдията на бойната единица за секунда време.
Изчислява се по формулата:
{\displaystyle M_{\Sigma }=\sum _{i=1}^{N}{\frac {m_{i}r_{i}}{60}},}
където {\displaystyle m} – масата на куршума, {\displaystyle r} – скорострелността (изстрели в минута), а {\displaystyle N} – общия брой на стволовете.
Масата на секундния залп е проста и най-разбираема характеристика. Но, този показател не отчита външната балистика на снаряда. Оръжие, обладаващо голяма скорострелност, но с малка начална скорост ще има голяма маса на секундния залп, но ниска бойна ефективност вследствие на недостатъчната кинетична енергия на боеприпаса.
За оценка на разрушителното въздействие на кинетичната (без отчитане на действието на заряда взривно вещество) енергия на изстреляните по целта снаряди се използва и такава характеристика като дулната енергия.